# 양성자 ATP가수분해효소
양성자 ATP가수분해효소(영어: proton ATPase)는 다음과 같은 화학 반응을 촉매하는 효소이다.
ATP + H
2O + H+
in {\displaystyle \rightleftharpoons } ADP + 인산 + H+
out
양성자 ATP가수분해효소의 3가지 기질은 ATP, H2O, H+이며, 3가지 생성물은 ADP, 인산, H+이다.
양성자 ATP가수분해효소는 아래와 같이 세 가지 부류로 나뉘어질 수 있다.

## P형 양성자 ATP가수분해효소
P형 양성자 ATP가수분해효소는 반응 주기의 일부로 공유결합적으로 인산화된(따라서 기호 'P') 중간생성물을 형성한다. P형 양성자 ATP가수분해효소는 촉매 주기 동안 주요 입체구조적 변화를 겪는다. P형 양성자 ATP가수분해효소는 V형 양성자 ATP가수분해효소 및 F형 양성자 ATP가수분해효소와 진화적으로 관련이 없다.

### 원형질막 H+-ATP가수분해효소
P형 양성자 ATP가수분해효소 (또는 원형질막 H+-ATP가수분해효소)는 진정세균, 고세균, 원생동물, 균류, 식물의 원형질막에서 발견된다. 원형질막 H+-ATP가수분해효소는 동물 세포의 Na+/K+-ATP가수분해효소와 기능적으로 동등한 역할을 한다. 즉, 양성자(H+)의 전기화학적 기울기(동물 세포에서는 Na+)를 형성하여 원형질막에 에너지를 공급하고, 이는 차례로 막을 가로질러 2차 능동 수송 과정을 유도한다. 원형질막 H+-ATP가수분해효소는 70~100 kDa의 단일 폴리펩타이드를 가지고 있는 P3A ATP가수분해효소이다.

### 위 H+/K+-ATP가수분해효소
동물은 위 수소-칼륨 ATP가수분해효소 또는 H+/K+-ATP가수분해효소를 가지고 있으며, 이들은 P형 양성자 ATP가수분해효소 부류에 속하며 전기중립 양성자 펌프로 기능한다. 위 H+/K+-ATP가수분해효소는 위점막에 있는 세포의 원형질막에서 발견되며 위를 산성화시키는 기능을 한다. 이 효소는 지지하는 β 소단위체를 가지고 있는 것이 특징인 P2C ATP가수분해효소이며, Na+/K+-ATP가수분해효소와 밀접한 관련이 있다.

## V형 양성자 ATP가수분해효소
V형 양성자 ATP가수분해효소 (또는 V형 ATP가수분해효소, V형 ATPase)는 양성자(H+)를 미토콘드리아와 엽록체 이외의 세포소기관으로 전위하지만 특정 유형의 세포에서는 원형질막에서도 발견된다. V형 양성자 ATP가수분해효소는 균류와 식물의 액포(vacuole, 따라서 기호 'V')의 내강과 동물 세포의 리소좀의 내강을 산성화시킨다. 또한 V형 양성자 ATP가수분해효소는 엔도솜, 클라트린 코팅 소포, 호르몬 저장 과립, 분비 과립, 골지 소포 및 다양한 동물 세포의 원형질막에서 발견된다. F형 양성자 ATP가수분해효소와 마찬가지로 V형 양성자 ATP가수분해효소는 여러 개의 소단위체로 구성되어 있으며 회전 촉매 작용을 수행한다. 반응 주기는 ATP의 타이트한 결합을 포함하지만 공유결합적으로 인산화된 중간생성물의 형성 없이 진행된다. V형 양성자 ATP가수분해효소는 F형 양성자 ATP가수분해효소와 진화적으로 관련되어 있다.

## F형 양성자 ATP가수분해효소
F형 양성자 ATP가수분해효소 (또는 F형 ATP가수분해효소, F형 ATPase)는 일반적으로 양성자(H+)의 농도 기울기를 생성하기보다는 분산시키는 ATP 생성효소로 작동한다. 즉, 양성자는 V형 양성자 ATP가수분해효소와 비교했을 때 역방향으로 흐른다. 진정세균에서 F형 양성자 ATP가수분해효소는 원형질막에서 발견된다. 진핵생물에서 F형 양성자 ATP가수분해효소는 미토콘드리아 내막과 엽록체의 틸라코이드 막에서 발견된다. V형 양성자 ATP가수분해효소와 마찬가지로 F형 양성자 ATP가수분해효소는 여러 개의 소단위체로 구성되어 있으며 회전 촉매 작용을 수행한다. 반응 주기는 ATP의 타이트한 결합을 포함하지만 공유결합적으로 인산화된 중간생성물의 형성 없이 진행된다. F형 양성자 ATP가수분해효소는 V형 양성자 ATP가수분해효소와 진화적으로 관련되어 있다.

## 같이 보기
- ATP가수분해효소 (ATPase)
- P형 ATP가수분해효소 (P형 ATPase)
- V형 ATP가수분해효소 (V형 ATPase)
- F형 ATP가수분해효소 (F형 ATPase)